# Olaf van Andel
Olaf van Andel (Tilburg, 22 maart 1984) is een Nederlandse roeier. Hij vertegenwoordigde Nederland eenmaal op de Olympische Spelen, maar won bij die gelegenheid geen medailles.
Van Andel maakte in 2008 zijn olympisch debuut op Olympische Spelen van 2008 in Peking. Samen met Olivier Siegelaar, Rogier Blink, Meindert Klem, David Kuiper, Mitchel Steenman, Jozef Klaassen, Diederik Simon, Peter Wiersum (stuurman) kwam hij uit in de Holland Acht. Het team plaatste zich op de Spelen zich via de herkansing voor de finale. In de finale greep het team met een vierde plaats net naast een medaille.
Hij was lid van de Rotterdamse roeivereniging ARSR Skadi. Met de Oude Vier van Skadi wist Steenman vijf opeenvolgende edities  (2006 tot en met 2010) van de Varsity te winnen.
Na zijn roeicarrière is Van Andel zijn eigen fysiotherapiepraktijk begonnen in Amsterdam en het Gooi waarbij hij zich heeft gespecialiseerd in het oplossen van roeigerelateerde klachten, onder meer met dry needling.

## Titels
- Nederlands kampioen (twee zonder stuurman) - 2005
- Nederlands kampioen (acht met stuurman) - 2005, 2007, 2008
- Wereldkampioen neo-senioren (twee zonder stuurman) - 2005
- Nederlands kampioen neo-senioren (vier zonder stuurman) - 2002
- Nederlands jeugdkampioen (twee zonder stuurman) - 2001
- Nederlands jeugdkampioen (vier zonder stuurman) - 2001
- Nederlands jeugdkampioen (acht met stuurman) - 2001

## Palmares

### Twee zonder stuurman
- 2005:  WK onder 23 jaar
- 2006: 8e Wereldbeker in München
- 2006: 5e Wereldbeker in Luzern
- 2006: 14e WK in Eton
- 2007: 10e Wereldbeker in Amsterdam

### Vier zonder stuurman
- 2002: 4e WK junioren
- 2003: 10e WK onder 23 jaar

### Vier met stuurman
- 2007: 5e WK in München

### Acht met stuurman
- 2005: 4e Wereldbeker in Eton, Engeland
- 2005: 4e Wereldbeker in Luzern, Zwitserland
- 2005: 8e WK in Gifu, Japan
- 2007: 6e Wereldbeker in Linz/Ottensheim, Oostenrijk
- 2008: 7e Wereldbeker in München, Duitsland
- 2008: 8e Wereldbeker in Luzern
- 2008:  Olympische kwalificatie, Poznan, Polen
- 2008: 4e Olympische Spelen van Peking, China
- 2009:  Wereldbeker in Luzern, Zwitserland
- 2009:  Wereldkampioenschappen in Poznan, Polen.
- 2010:  Wereldbeker in Bled, Slovenië
- 2010: 10e Europese Kampioenschappen, Portugal.
- 2010: 11e Wereldkampioenschappen in Lake Karapiro, Nieuw-Zeeland.

Olivier Siegelaar · 
Rogier Blink · 
Jozef Klaassen · 
Meindert Klem · 
David Kuiper · 
Reinder Lubbers ·  
Mitchel Steenman · 
Olaf van Andel · 
Diederik Simon · 
Peter Wiersum (stuurman)